# Forever Strong
Forever Strong  es una película de drama deportivo del año 2008 dirigida por Ryan Little. La película está protagonizada por Sean Faris, Gary Cole, Neal McDonough, Sean Astin, Penn Badgley y Arielle Kebbel. Trata de un problemático rugbista que debe jugar en el campeonato nacional contra el equipo al que su padre entrena. Está basada en una recopilación de una serie de historias verdaderas.

## Sinopsis
La película presenta al clásico chico rebelde Rick Penning (Sean Faris) con una vida conflictiva, quien juega al rugby en el equipo dirigido por su padre. Tras la derrota en un partido y una noche de fiesta sufre junto a su novia un accidente de automóvil. No es la primera vez que tiene un accidente de este tipo y es condenado  a una pena en el Centro de Detención Juvenil en Salt Lake City por ser considerado un peligro para sí mismo y para la sociedad.

## Producción
La película fue filmada en Salt Lake City a principios de agosto de 2006 en las tres escuelas secundarias locales. Para prepararse para el papel de Rick Penning, Sean Faris debió correr 6 millas dos veces por día. En la película también participaron exalumnos de Highland Rugby y sus actuales jugadores.
Por Siempre Fuerte se basa en una amalgama de historias reales sobre el equipo de rugby de la escuela de Highland. El personaje de Rick Penning se basa en un verdadero miembro del equipo de rugby que jugaba en Flagstaff, de Arizona y fue enviado a un hogar de grupo en Salt Lake City. El nombre de la película "Forever Strong" es tomado del lema del equipo de la escuela de Rugby de Highland. "Por Siempre Fuerte" fue lanzado en el otoño de 2008 y distribuido por Movie Crane Co.

## Cultura Maorí
Por siempre fuerte contiene el uso del haka (tradicional danza Maorí). En una escena de la película un jugador traduce la letra de ka mate para su compañero de equipo.

## Reparto
- Sean Faris - Rick Penning
- Gary Cole - Preparador Larry Gelwix
- Neal McDonough - Preparador Richard Penning
- Sean Astin - Marcus
- Penn Badgley - Lars
- Larry Bagby - Preparador Cal
- Jimmy Chunga - Max Hardcastle
- K. Danor Gerald - Preparador JT
- Max Kasch - Griggs
- Arielle Kebbel - Emily
- Michael J. Pagan - Kurt
- Emily Tyndall - Jamie
- Julie Warner - Natalie Penning
- Lauren McKnight - Gina
- Nathan West - Quetin
- Rebecca Clark - live crowd filler
- Eliot Benjamin - Marty
- Jeremy Earl - Sanchez